# Морарешти (Арђеш)
Морарешти (рум. Morăreşti) насеље је у Румунији у округу Арђеш у општини Морарешти. Oпштина се налази на надморској висини од 546 m.

## Становништво
Према подацима из 2002. године у насељу је живело 2200 становника, од којих су сви румунске националности.

### Хронологија
| Година       | 1992 | 1993 | 1994 | 1995 | 1996 | 1997 | 1998 | 1999 | 2000 | 2001 | 2002 | 2003 | 2004 | 2005 | 2006 | 2007 | 2008 | 2009 | 2010 | 2011 | 2012 | 2013 | 2014 | 2015 | 2016 | 2017 |
| ------------ | ---- | ---- | ---- | ---- | ---- | ---- | ---- | ---- | ---- | ---- | ---- | ---- | ---- | ---- | ---- | ---- | ---- | ---- | ---- | ---- | ---- | ---- | ---- | ---- | ---- | ---- |
| Становништво | 2473 | 2424 | 2386 | 2352 | 2321 | 2281 | 2222 | 2202 | 2184 | 2161 | 2110 | 2112 | 2090 | 2082 | 2055 | 2041 | 2033 | 2035 | 2017 | 1981 | 1961 | 1931 | 1915 | 1872 | 1844 | 1811 |